# Aleksandr Maletin
Aleksandr Ivanovitj Maletin (ryska: Александр Иванович Малетин), född 6 februari 1975, är en rysk boxare som tog OS-brons i lättviktsboxning 2000 i Sydney. I semifinalen slogs han ut av kubanen Mario Kindelán. Fyra år senare gjorde han ett nytt försök i OS-tävlingarna 2004 i Atlanta, men fick åka hem utan någon medalj.